# Anarquismo en Corea

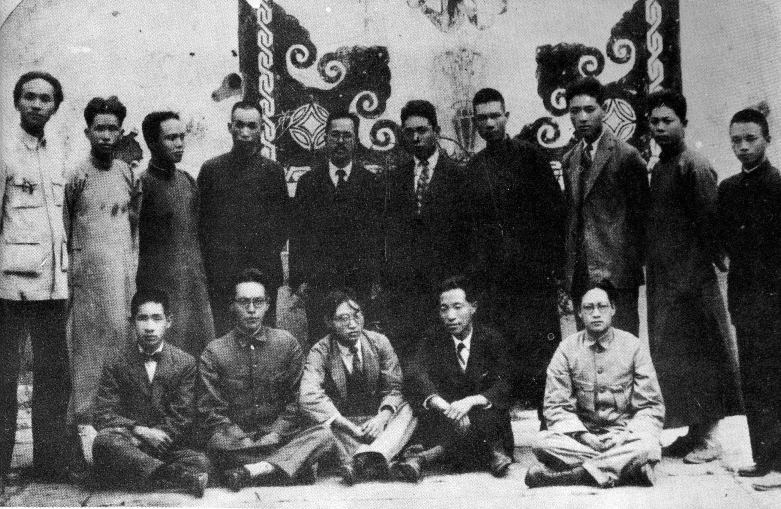
Fotografía de la Federación Anarquista de Corea.

El anarquismo en Corea tuvo sus inicios en 1894, con la invasión japonesa de Corea que pretendía brindar protección contra la amenaza de China. 
Un grupo de exiliados coreanos refugiados en China dieron inicio al moderno movimiento anarquista, participando de las luchas por la independencia coreana en 1919. Esta lucha involucró cerca de dos millones de personas, en lo que se denominó Movimiento primero de marzo o Samil Undong, un movimiento de resistencia a la ocupación japonesa con gran participación civil y popular, que se inició el 1 de marzo de 1919, y cuya represión por las autoridades japonesas causó más de 7.500 muertos y 16.000 heridos. Los anarquistas tuvieron un papel significativo en este movimiento. Se llevaron a cabo más de 1.500 manifestaciones, se destruyeron unas 47 templos y 700 casas.
Entre los anarquistas coreanos destacados podemos mencionar a Ha Ki-Rak, Sin Chaeho y a Kim Jwa-jin, el cual organizó un territorio anarcocomunista durante un breve tiempo, conocido como Provincia Libre de Shinmin (1929-1931).

## Otras lecturas
- Graham, Robert (2005). «Anarchism in Japan and Korea». Anarchism: a Documentary History of Libertarian Ideas. Montréal: Black Rose Books. ISBN 1551642506.